# バルレリア属

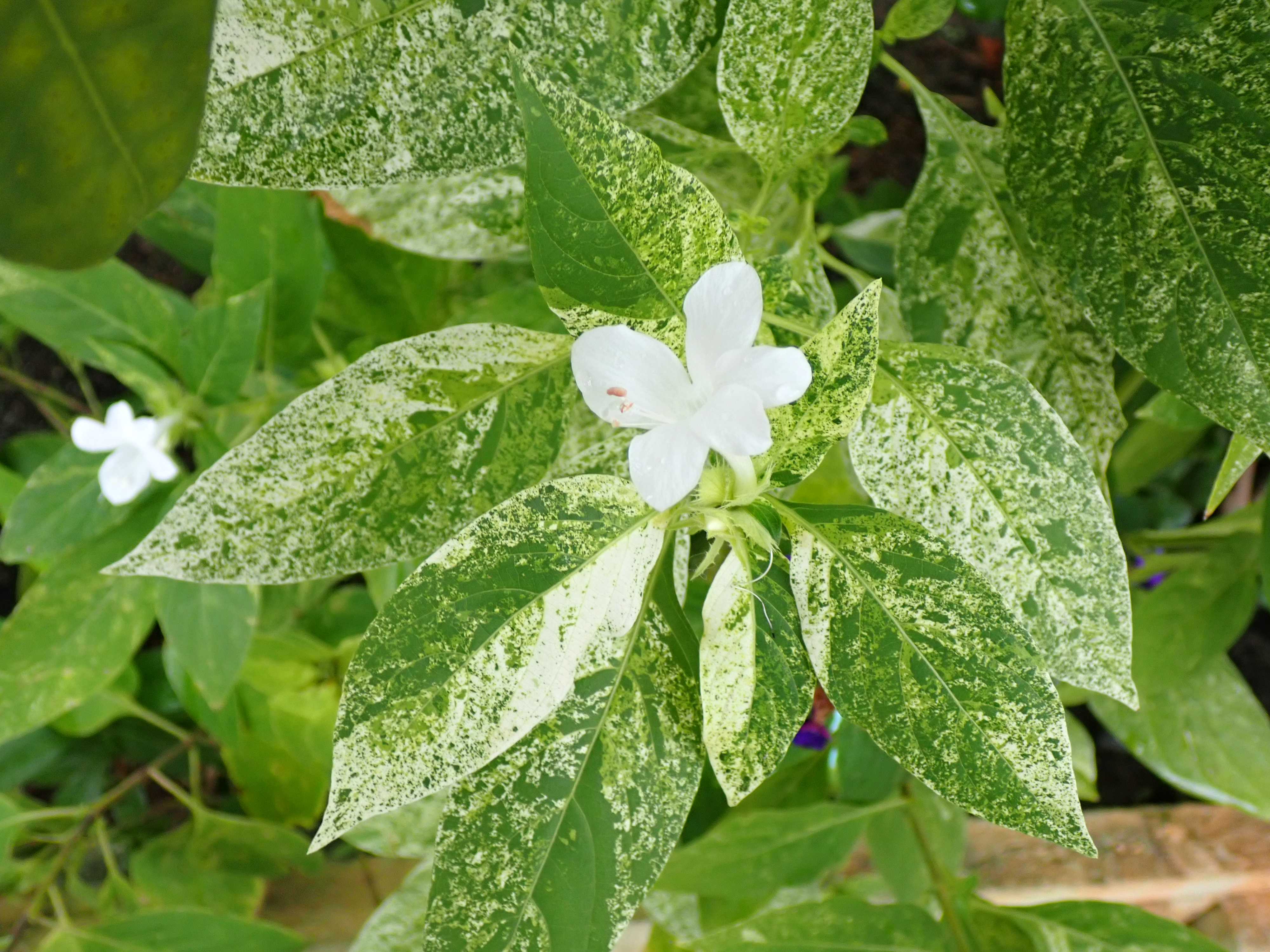
バルレリア・カンディダ
（2024年11月 名古屋市 東山動植物園）

バルレリア属（バルレリアぞく、Barleria）はキツネノマゴ科の草本または低木。属名は17世紀のフランスの植物学者ジャック・バルレリエ（Jacques Barrelier）の名にちなむ。

## 特徴
葉は対生で全縁。花は白、青、黄、赤などで、腋生の集散花序や頂生の穂状花序につき、ときに単生する。葉の基部や萼、花苞などに鋭い刺をもつことが多い。萼は4裂し、外側の2片は大きく、内側のものは小さい。花冠は漏斗形で先は4–5裂し、筒部は長い。雄しべ4本のうち2本は大きい。

## 分布、利用
旧世界熱帯、特にアフリカに多くの種があり、熱帯アメリカに1種が分布する。
日本では温室植物としての利用のほかに、露地で冬越し可能な沖縄県などの亜熱帯域で花壇、生垣などに植栽される。

## 下位分類
2025年7月現在、POWOでは307種を認めている。日本国内の温室や亜熱帯域における植栽に用いられる主な種を以下に示す。
- B. candida バルレリア・カンディダ
- B. cristata クビナガバルレリア（バルレリア） [1][2][3][5]
- B. lupulina マツカサバルレリア（バルレリア・ルプリナ） [3][6]
- B. repens バルレリア・レペンス [7]